# Namasia (chi bướm)
Namasia là một chi bướm đêm thuộc phân họ Tortricinae của họ Tortricidae.

## Các loài
- Namasia catoptrica Diakonoff, 1983